# Letiště Brisbane
Letiště Brisbane (IATA: BNE, ICAO: YBBN) je hlavní mezinárodní letiště, které obsuhuje město Brisbane a jihovýchodní Queensland. Dle pohybů letadel je třetí nejvytíženější v Austrálii. Působí zde 31 aerolinek, které létají do 50 domácích a 29 mezirodních destinací. V roce 2016 jím prošlo 22,7 milionů cestujících.
Letiště Brisbane je hlavním uzlem pro společnost Virgin Australia a druhým hlavním pro společnost Qantas a její nízkonákladovou dceřinou společností Jetstar. Společnost Qantas zde má hlavní zázemí k provádění těžké údržby letounů A330 a B737. Virgin Australia zde má menší zařízení, odkud provádí traťovou údržbu flotily strojů 737.
Předchůdce letiště bylo otevřeno v roce 1928 jako Eagle Farm. Za druhé světové války bylo Eagle Farm základnou spojeneckých sil a často zde létaly vojenské letouny. Po válce bylo letiště poprvé přeměněno na obsluhu cestujících. Byly postaveny terminály a stalo se cílem některých leteckých společností. V 70. letech vydala vláda příkaz postavit nové letiště severně od Eagle Farm. To bylo postaveno společností Leighton Holdings a k otevření došlo v roce 1988 jako letiště Brisbane.